# Pasquale Onida
Pasquale Onida (Sedilo, 5 aprile 1942) è un politico italiano, già Sindaco di Sedilo. Assessore, consigliere regionale della Sardegna e presidente della Provincia di Oristano.

## Biografia
Si è laureato in giurisprudenza presso l'Università Cattolica di Milano, dopo aver vinto una borsa di studio presso il Collegio Augustinianum.
Già sindaco di Sedilo, suo paese natale, dal 1975 al 1980, è stato vicesegretario dell'Amministrazione provinciale di Oristano. Esponente della Democrazia Cristiana, è stato consigliere regionale dal 1984, riconfermato per quattro legislature fino al 2005, e assessore regionale dal 1994 al 2004. Ha aderito prima al Partito Popolare Italiano, poi è passato nel Partito del Popolo Sardo vicino all'ex CDU, nel centrodestra.
È stato eletto Presidente della Provincia nel turno elettorale del 2005 (elezioni dell'8 e 9 maggio), raccogliendo il 52,5% dei voti in rappresentanza di una coalizione di centrodestra.
È stato sostenuto, in consiglio provinciale, da una maggioranza costituita da:
- Fortza Paris
- UDC
- Alleanza Nazionale
- Forza Italia
- Unione dei Sardi
- Riformatori Sardi

Il mandato amministrativo è scaduto nel 2010.
Il 2 giugno 2009 il suo partito Fortza Paris lascia il PdL.